# Heinrich Hollpein
Heinrich Hollpein (* 12. Mai 1814 in Wien; † 7. Mai 1888 ebenda) war ein österreichischer Maler und Schriftsteller.

## Leben
Hollpein war ein Sohn des Graveurs Leopold Hollpein und der Wilhelmine geb. Grob (auch Kropp), einer Tante von Franz Schuberts Jugendliebe Therese Grob. Da Wilhelmine in zweiter Ehe mit Ignaz Schubert, dem ältesten Bruder und ersten Lehrer von Franz Schubert, verheiratet war, wurde Hollpein zum Stiefneffen von Franz Schubert. Als Angehöriger der musisch vielseitigen Familie Schubert wandte er sich der Malerei zu. Er studierte an der Wiener Akademie der bildenden Künste, wo er seine Porträts in den Jahren 1834 bis 1836 ausstellte. 1839 ausgestellte er zwei Porträte in Prag.   1842 ging er als Porträtist nach Russland und porträtierte Aristokraten und Künstler. Ab 1851 in Rom wurde er 1853 Präsident des dortigen Deutschen Künstlervereins. 1853 reiste er über Neapel nach München. Wegen zunehmender Sehschwäche gab er die Malerei auf und schrieb Lustspiele.
Hollpein ist auf einem Ehrengrab am Wiener Zentralfriedhof bestattet (Gruppe 35 F, Reihe 14, Nr. 10).

## Werke
Porträts von (Auswahl):
- Metternich
- Hammer-Purgstall

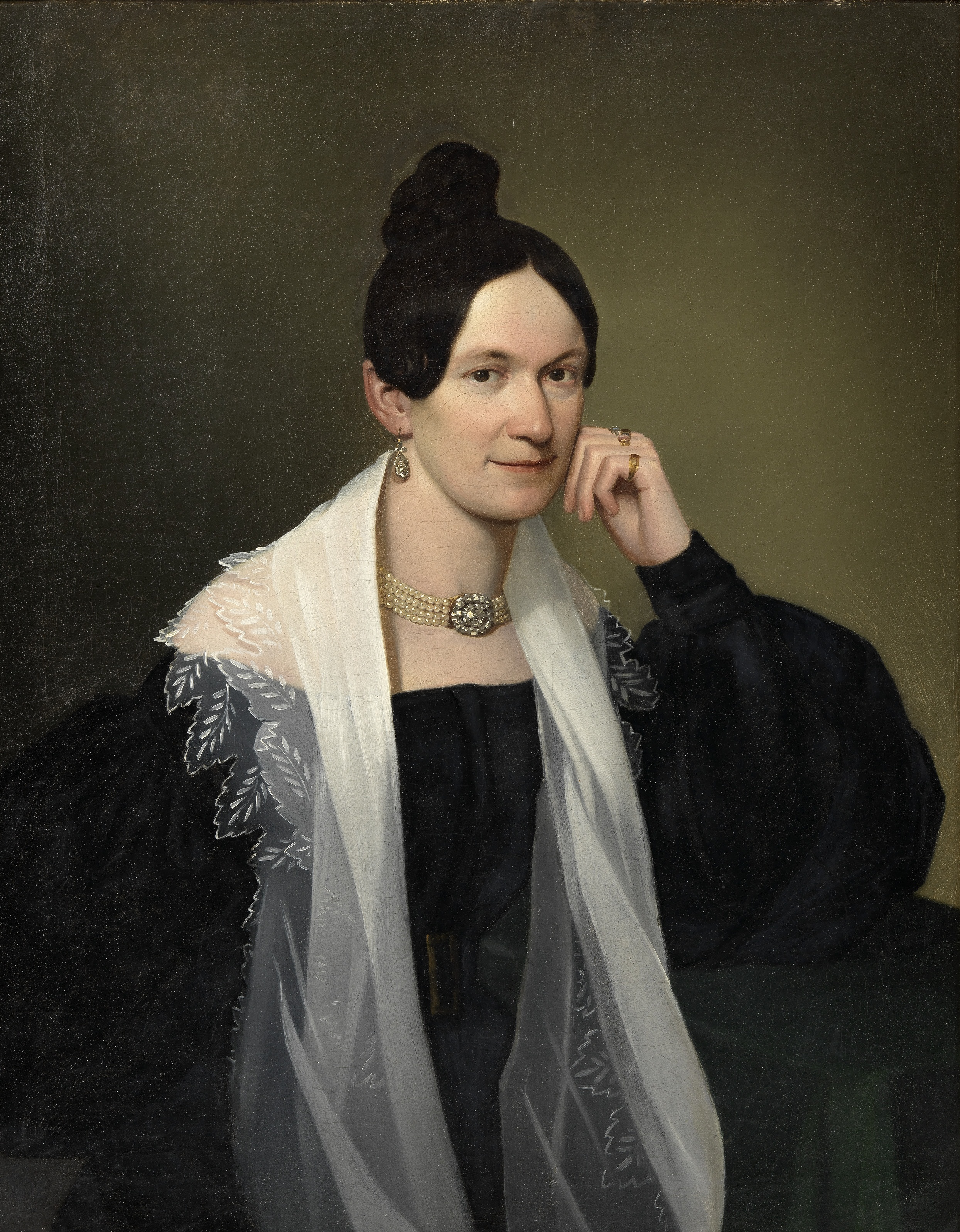
Heinrich Hollpein: Therese Grob, Gemälde (nach 1830) Ausschnitt

- Therese Grob (Franz Schuberts Jugendfreundin)
- Ignaz Schubert (Franz Schuberts Bruder; eine angeblich von Carl Schubert stammende Kopie hängt in Schuberts Geburtshaus)[3]
- Bernhard v. Bolzano
- Grillparzer
- Selbstporträt (Original im Wien-Museum)

Schauspiel:
- In Ketten und Banden

Lustspiele:
- Er experimentiert
- Telegraph
- Depeschen
- Poln.Flüchtling
- Rekrut und Dichter